# Universidade Estadual da Região Tocantina do Maranhão
Universidade Estadual da Região Tocantina do Maranhão (UEMASUL) é uma instituição de ensino superior pública estadual brasileira, criada pela Lei Estadual nº 10.525 de 3 de novembro de 2016.
É a 3ª universidade pública do estado do Maranhão, ao lado da UFMA e UEMA, fruto do desmembramento do campus da UEMA em Imperatriz.
Em 2019, a universidade dispunha de três campi, em Imperatriz, Açailândia e Estreito, tendo quatro centros de ensino.

## Histórico
A Tradição Histórica da UEMASUL começa ainda no fim da década de 1960, com a criação da primeira escola superior do sul do estado por iniciativa de alguns cidadãos de Imperatriz, da qual é figura de destaque o então juiz da comarca local José de Ribamar Fiquene.

### Da Escola Normal para a Faculdade
No ano de 1969, por iniciativa de Fiquene, é criada a Escola Normal Pedagógica de Imperatriz (ENPI), que funciona ofertando o curso de magistério (pedagogia), sendo um escola privada de utilidade pública.
Em 8 de agosto de 1973, através das leis municipais nºs 09 e 10, o prefeito interino de Imperatriz José do Espírito Santo Xavier cria a Fundação Universidade de Imperatriz (FUIM), através da elevação da ENPI; posteriormente a lei foi alterada, e a FUIM foi convertida em Faculdade de Educação de Imperatriz (FEI). A Lei Municipal nº 37 de 1974, modifica a denominação para Faculdade de Ensino Superior de Imperatriz (FESI).

### Anos UEMA
Em 16 de junho de 1979, a Faculdade de Educação de Imperatriz, através do decreto Estadual de nº 7.197, do então Governador João Castelo, foi incorporada à Federação das Escolas Superiores do Maranhão (FESM)
Com a conversão da FESM em Universidade Estadual do Maranhão (UEMA), em 1981, a Faculdade de Educação de Imperatriz passou a denominar-se Unidade de Estudos de Educação de Imperatriz (UEEI). E, através da Portaria do Ministério da Educação, de nº 501, de 3 de julho de 1985, autorizou a planificação de todos os cursos da Unidade de Estudos de Educação de Imperatriz que passou à denominação de Centro de Estudos Superiores de Imperatriz (CESI-UEMA).
Gradualmente o CESI-UEMA, que inicialmente tinha somente pedagogia, foi ganhando novos cursos: Ciências (1992; Matemática, Química e Biologia), Letras (1992; Inglês e Literatura), História (1992), Geografia (1995), Administração (1997), Agronomia, Medicina Veterinária e Engenharia Florestal. Consequentemente o CESI-UEMA cresceu em importância, tornando-se a maior unidade de ensino superior pública do sul do Maranhão.

### Elevação a universidade
Então, através da Lei Estadual nº 10.525, de 3 de novembro de 2016, o CESI-UEMA e o Centro de Estudos Superiores de Açailândia (CESA-UEMA) foram finalmente elevados a Universidade Estadual da Região Tocantina do Maranhão (UEMASUL), com efeito a partir de 16 de janeiro de 2017; através do decreto estadual nº 32.396/2016, assinado pelo governador Flávio Dino, a UEMASUL teve sua área de atuação territorial delimitada.
Em 16 de Janeiro de 2017, em solenidade no Palácio do Comércio de Imperatriz, o governador Flávio Dino deu posse à reitora pro-tempore Elizabeth Nunes Fernandes, ao vice-reitor pro-tempore Expedito Barroso.
O credenciamento da instituição junto ao Conselho Estadual de Educação do Maranhão (CEE-MA) ocorreu no dia 14 de dezembro de 2017, que garante o seu funcionamento, bem como a capacidade de expedir documentos oficiais, como diplomas.

## Estrutura orgânica
Com três campi, a UEMASUL, em 2020, estava organizada da seguinte maneira:

### Campus Imperatriz
Centro de Ciências Humanas Sociais e Letras (CCHSL)
- Letras, Língua Portuguesa e Literaturas de Língua Portuguesa
- Letras, Língua Portuguesa, Língua Inglesa e respectivas Literaturas
- Geografia
- História
- Pedagogia
- Administração

Centro de Ciências Exatas, Naturais e Tecnológicas (CCENT)
- Ciências Biológicas
- Matemática
- Química
- Física
- Ciências com Habilitação em Matemática, Química e Biologia

Centro de Ciências Agrárias (CCA)
- Engenharia Agronômica
- Engenharia Florestal
- Medicina Veterinária

Centro de Ciências da Saúde (CCS)
- Medicina

### Campus Açailândia
Centro de Ciências Humanas, Sociais, Tecnológicas e Letras (CCHSTL)
- Engenharia Civil
- Tecnologia de Gestão Ambiental
- Administração
- Letras, Língua Portuguesa e Literaturas de Língua Portuguesa

### Campus Estreito
- Letras, Língua Portuguesa
- Engenharia Agronômica
- Ciências Naturais

## Pesquisa e extensão
O Centro de Pesquisa em Arqueologia e História Timbira é um museu vinculado à UEMASUL, e se destina a preservar a cultura material e imaterial da região do sul do Maranhão, em especial nas áreas das Africanidades, Estudos Indígenas, Arqueologia, Educação Patrimonial e Cultura Popular.